# ムニル・エル・ハダディ
ムニル・エル・ハダディ・モハメド（Munir El Haddadi Mohamed; アラビア語: منير الحدادي محمد, 1995年9月1日 - ）は、スペイン・マドリード州エル・エスコリアル出身のサッカー選手。モロッコ代表。ラリーガ・UDラス・パルマス所属。ポジションはフォワード。

## クラブ経歴

### キャリア初期
1995年9月1日、マドリード州エル・エスコリアルでモロッコ人の父とスペイン人の母の間に生まれたムニルは、当初はストリートサッカーと地元のアマチュアクラブでプレーしていた。しかし、2010年の夏、公園でプレーしている彼の姿を偶然見かけたスカウトの仲介でアトレティコ・マドリードと提携するCFラージョ・マハダオンダに加入して29試合で合計32ゴールを挙げて飛躍を遂げた。この活躍を受け、翌年の夏には地元マドリード州の強豪クラブレアル・マドリードや国外のマンチェスター・シティFCなどからオファーを受ける中、FCバルセロナと契約した。

### バルセロナ
2013-14シーズン、UEFAユースリーググループリーグ初戦のアヤックスU-19戦で2得点を記録した。さらに、その後ミランU-19、コペンハーゲンU-19戦で5得点3アシストの活躍を魅せてチームも無敗でグループリーグを突破した。
この活躍を受け、2014年初めにはアーセナルFC、PSG、バイエルン・ミュンヘンなど複数クラブから関心を持たれるようになり、アーセナルのアーセン・ベンゲル監督は"ネクストセスク・ファブレガス"と評した。
2014年3月1日、RCDマジョルカ戦でサンドロ・ラミレスとの交代途中出場でセグンダ・ディビシオンデビューを果たした。
2014年3月3日、2017年6月までクラブとの契約を延長しFCバルセロナBに昇格した。
一方、ユースリーグでも2月にコペンハーゲンU-19戦や4月14日に行われた決勝戦のベンフィカU-19戦でも得点し、大会閉幕までに合計10試合に出場して11得点5アシストを記録したムニルはこの大会の得点王、アシスト王、最優秀選手に選出されて個人三冠を達成した。4月19日、ジローナFC戦でプロ初得点を記録した。
2014-2015シーズン、8月24日のリーグ開幕戦のエルチェCFとの試合で怪我で欠場したネイマールの代わりに出場してトップチームデビューを果たし、デビュー戦でありながらトップチーム初得点を記録した。これにより、ムニルはボージャン・クルキッチ、リオネル・メッシに次いで当時クラブ史上3番目の若さ（18歳357日）で得点した選手になった。
2015-16シーズンからはFCバルセロナのトップチームに昇格した。
2016年7月19日、バルセロナと2019年まで契約を延長したことを発表した。

### バレンシア
2016年8月30日、ムニルは1年間のローンでバレンシアCFに移籍した。ムニルは入れ替わる形でバルセロナへと去ったパコ・アルカセルの背番号「9」を引き継いだ。9月11日、ホームでのレアル・ベティス戦でサンティ・ミナと途中交代する形でバレンシアデビューを果たした 10月22日、エスタディオ・デ・メスタージャで行われた保有元であるバルセロナとの試合では、後半からマルティン・モントヤに代わって出場して同点ゴールを決めた。

### アラベス
2017年9月1日、デポルティーボ・アラベスにレンタル移籍した。アラベスで公式戦37試合に出場して14得点7アシストをマークすると、2018-19シーズンからはバルセロナに復帰し公式戦11試合に出場して2得点1アシストを記録した。

### セビージャ
2019年1月11日、セビージャFCに105万€の移籍金で完全移籍した。

### ヘタフェ
セビージャでは前線の準主力として公式戦113試合に出場して25ゴール7アシストを記録するも、2021-22シーズン終盤からはほとんど出番が与えられず、2022-23シーズンも2試合でベンチ入りしたのみで、この年に行われるカタールW杯を見据えて出場機会を求めたムニルはヘタフェに1年契約で移籍した。ヘタフェでは左ウィングを主戦場に主力として31試合で7得点1アシストを記録するも、契約延長には至らずシーズン終了後にヘタフェを退団した。

### ラス・パルマス
2023年7月30日、2023-24シーズンから1部リーグに昇格したUDラス・パルマスに1年契約で加入した。

## 代表歴
先述の通り、ムニールはスペインとモロッコの二重国籍者である。2014年8月29日、ムニールは同年9月のハンガリー戦とオーストリア戦に挑むU-21スペイン21人の選手の1人として初招集された。 ところが、先述の通り、2014年9月8日に行われるUEFA EURO 2016予選のマケドニア戦に、負傷のジエゴ・コスタに変わってスペイン代表に初招集され、コケとの交代で初出場を果たした。わずか15分のプレーであったが、ムニールはこれでスペイン代表公式戦1試合出場となった。
FIFA規則2016年版(2016年4月27日施行) により、
- ユースからA代表までの公式戦(親善試合除く)のいずれかに「一度でも」出場した選手は他国の国籍を取得しても､他国の代表にはなれない。
- 但し、重国籍者(複数国籍保持者)に限り、年代別代表の公式戦に出場した選手であっても、出場した際に保持している別の国籍の代表に一度だけ変更する事ができる。あくまで重国籍者における例外であり、年代別代表の公式戦出場時点で保持していなかった別の国の国籍を、後から取得して新しい国の代表になることは出来ない。また、たとえ重国籍者であっても、A代表公式戦に出場した場合は、以後は生涯その代表のみプレー可能となる。

従って、スペインA代表公式戦歴のあるムニールは、以後、スペイン代表のみプレー可能となった。
それから3年間、ムニールはスペイン代表に招集されなかったため、モロッコ代表転籍を決意。2017年6月に、FIFAに許可を求める文書を送付したが、モロッコサッカー連盟の協力は得られたもののスペインサッカー連盟の協力は得られなかった。2018年3月、FIFA選手ステータス委員会は、ムニールの訴えを認めなかった。ムニールとモロッコサッカー連盟は、スポーツ仲裁裁判所(CAS)に上訴した。2018年4月からCASは、先述のFIFA規則の代表要件を議論し始めた。同年5月14日、CASはムニールの訴えを認めず、FIFAの判決を支持した。その後、2021年2月にFIFAはムニールのモロッコ代表での出場を認める判決を下した。

## 個人成績

### クラブ
2023年8月5日現在
| クラブ            | シーズン       | リーグ戦               | リーグ戦 | リーグ戦 | カップ戦 | カップ戦 | 国際大会 | 国際大会 | その他 | その他 | 通算 | 通算 |
| クラブ            | シーズン       | ディビジョン           | 出場     | 得点     | 出場     | 得点     | 出場     | 得点     | 出場   | 得点   | 出場 | 得点 |
| ----------------- | -------------- | ---------------------- | -------- | -------- | -------- | -------- | -------- | -------- | ------ | ------ | ---- | ---- |
| バルセロナB       | 2013-14        | セグンダ・ディビシオン | 11       | 4        | —        | —        | —        | —        | —      | —      | 11   | 4    |
| バルセロナB       | 2014-15        | セグンダ・ディビシオン | 17       | 4        | —        | —        | —        | —        | —      | —      | 17   | 4    |
| バルセロナB       | 通算           | 通算                   | 28       | 8        | —        | —        | —        | —        | —      | —      | 28   | 8    |
| バルセロナ        | 2014-15        | リーガBBVA             | 10       | 1        | 3        | 0        | 3        | 0        | —      | —      | 16   | 1    |
| バルセロナ        | 2015-16        | リーガBBVA             | 15       | 3        | 5        | 5        | 4        | 0        | 2      | 0      | 26   | 8    |
| バルセロナ        | 2016-17        | ラ・リーガ             | 1        | 0        | 0        | 0        | 0        | 0        | 2      | 1      | 3    | 1    |
| バルセロナ        | 2018-19        | ラ・リーガ             | 7        | 1        | 2        | 1        | 2        | 0        | 0      | 0      | 11   | 2    |
| バルセロナ        | 通算           | 通算                   | 33       | 5        | 10       | 6        | 9        | 0        | 4      | 1      | 56   | 12   |
| バレンシア (loan) | 2016-17        | ラ・リーガ             | 33       | 6        | 3        | 1        | —        | —        | —      | —      | 36   | 7    |
| バレンシア (loan) | 通算           | 通算                   | 33       | 6        | 3        | 1        | —        | —        | —      | —      | 36   | 7    |
| アラベス (loan)   | 2017-18        | ラ・リーガ             | 33       | 10       | 4        | 4        | —        | —        | —      | —      | 37   | 14   |
| アラベス (loan)   | 通算           | 通算                   | 33       | 10       | 4        | 4        | —        | —        | —      | —      | 37   | 14   |
| セビージャ        | 2018-19        | ラ・リーガ             | 16       | 5        | 1        | 0        | 3        | 2        | 0      | 0      | 20   | 7    |
| セビージャ        | 2019-20        | ラ・リーガ             | 21       | 5        | 2        | 0        | 9        | 5        | —      | —      | 32   | 10   |
| セビージャ        | 2020-21        | ラ・リーガ             | 24       | 4        | 6        | 0        | 6        | 1        | 0      | 0      | 36   | 5    |
| セビージャ        | 2021-22        | ラ・リーガ             | 16       | 2        | 2        | 0        | 7        | 1        | —      | —      | 25   | 3    |
| セビージャ        | 通算           | 通算                   | 77       | 16       | 11       | 0        | 25       | 9        | 0      | 0      | 113  | 25   |
| ヘタフェ          | 2022-23        | ラ・リーガ             | 28       | 3        | 3        | 4        | —        | —        | —      | —      | 31   | 7    |
| ヘタフェ          | 通算           | 通算                   | 28       | 3        | 3        | 4        | —        | —        | —      | —      | 31   | 7    |
| ラス・パルマス    | 2023-24        | ラリーガ               |          |          |          |          | —        | —        | —      | —      |      |      |
| ラス・パルマス    | 通算           | 通算                   |          |          |          |          | —        | —        | —      | —      |      |      |
| キャリア総通算    | キャリア総通算 | キャリア総通算         | 232      | 48       | 31       | 15       | 34       | 9        | 4      | 1      | 302  | 72   |

1. 1 2 3 4  UEFA チャンピオンズリーグ
2. ↑  スーペルコパ・デ・エスパーニャとFIFAクラブワールドカップ
3. ↑  スーペルコパ・デ・エスパーニャ
4. 1 2  UEFAヨーロッパリーグ
5. ↑  UEFAチャンピオンズリーグ4試合および、UEFAヨーロッパリーグ3試合に出場

### 代表での成績
2023年8月5日現在
試合数
 スペイン国際Aマッチ 1試合0得点（2014年）
| スペイン代表 | 国際Aマッチ | 国際Aマッチ |
| 年           | 出場        | 得点        |
| ------------ | ----------- | ----------- |
| 2014         | 1           | 0           |
| 通算         | 1           | 0           |

 モロッコ国際Aマッチ 11試合2得点（2021年 - ）
| モロッコ代表 | 国際Aマッチ | 国際Aマッチ |
| 年           | 出場        | 得点        |
| ------------ | ----------- | ----------- |
| 2021         | 8           | 2           |
| 2022         | 3           | 0           |
| 通算         | 11          | 2           |

代表での得点
| No. | 日時          | 開催都市 | 対戦相手国   | スコア | 結果 | 試合概要                           |
| --- | ------------- | -------- | ------------ | ------ | ---- | ---------------------------------- |
| 1.  | 2021年3月30日 | ラバト   | ブルンジ     | 1-0    | 1-0  | アフリカネイションズカップ2021予選 |
| 2.  | 2021年10月6日 | ラバト   | ギニアビサウ | 5-0    | 5-0  | カタールW杯・アフリカ2次予選       |

## タイトル

### クラブ
バルセロナB
- UEFAユースリーグ：1回 (2013-14)

バルセロナ
- リーガ・エスパニョーラ：3回 (2014-15, 2015-16, 2018-19)
- コパ・デル・レイ：2回 (2014–15, 2015-16)
- UEFAチャンピオンズリーグ：1回 (2014-15)
- UEFAスーパーカップ：1回 (2015)
- FIFAクラブワールドカップ：1回 (2015)
- スーペルコパ・デ・エスパーニャ：2回 (2016, 2018)

セビージャ
- UEFAヨーロッパリーグ：1回 (2019-20)

### 個人
- UEFAユースリーグ得点王：2013-14
- UEFAユースリーグアシスト王：2013-14
- UEFAユースリーグMVP：2013-14
- コパ・デル・レイ得点王 : 2015-16
- UEFAヨーロッパリーグスカッド・オブ・ザ・シーズン : 2019-20